# تاريخ مستعمرة كيب من 1870 حتى 1899

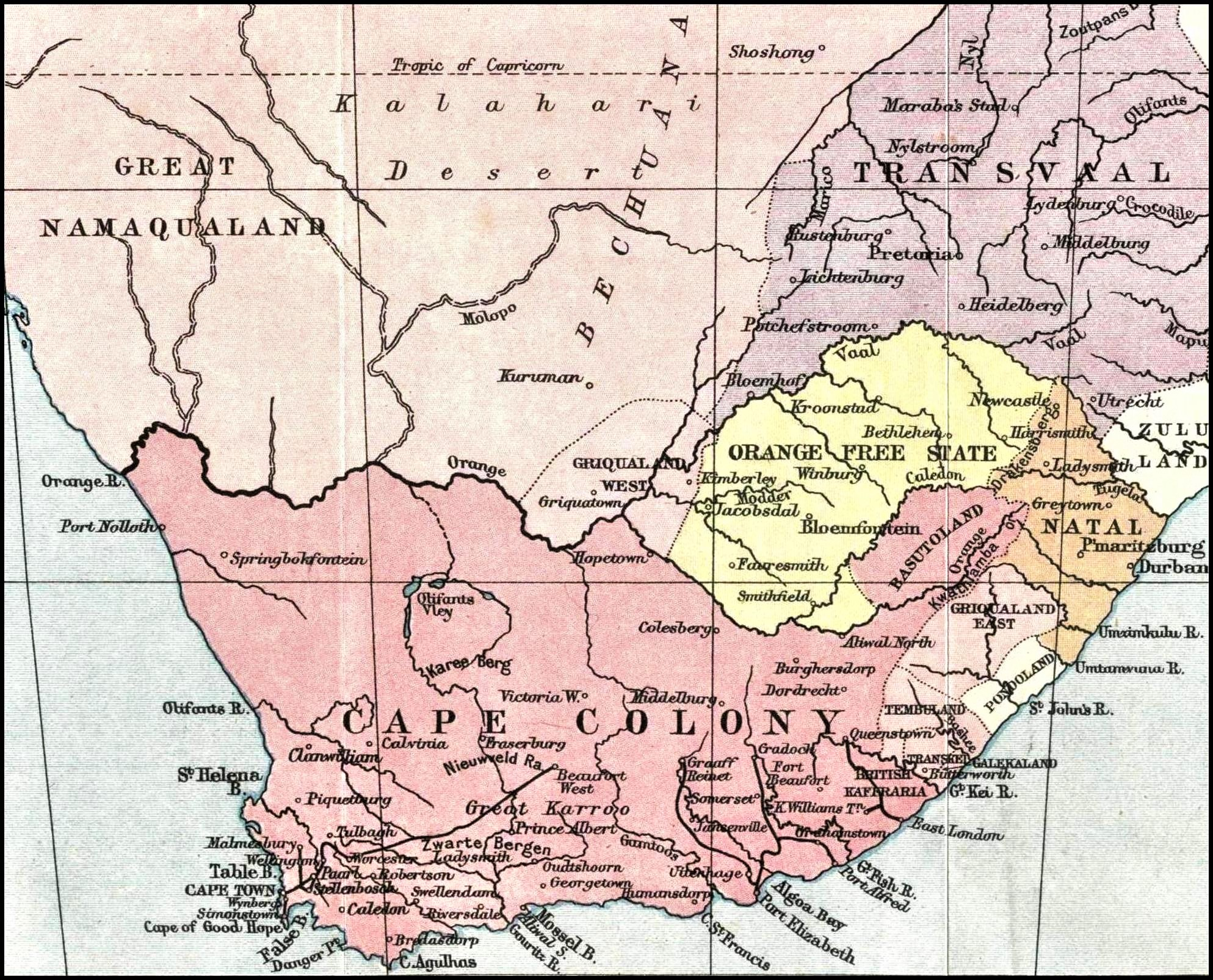
مستعمرة كيب في 1878

شكل عام 1870 في تاريخ مستعمرة كيب فجر حقبة جديدة في جنوب إفريقيا، ويمكن القول إن تطور جنوب إفريقيا الحديثة بدأ في ذلك التاريخ. على الرغم من التعقيدات السياسية التي ظهرت من وقت لآخر، فقد استمر التطور في مستعمرة كيب بخطى ثابتة حتى اندلاع حرب البوير الثانية في 1899. وفورًا بعد اكتشاف الألماس في نهر أورانج عام 1867، جاءت اكتشافات أخرى مماثلة في نهر فال. قاد ذلك إلى إشغال وتطوير مساحات شاسعة من الدولة على نحو سريع، والتي كانت قليلة السكان حتى ذلك الحين. اكتشف منجما الألماس دوتيتسبان وبولفونتين في 1870، واكتشف المنجمان الأغنى كيمبرلي ودي بيرز في 1871. كانت هذه المخازن الأربعة للثروة المعدنية منتجة جدًا وشكلت أهم الأصول الصناعية في المستعمرة.
شهدت هذه الفترة أيضًا تزايد التوتر بين مستعمرة كيب التي يسيطر عليها الإنجليز وجمهورية إفريقيا الجنوبية التي يسيطر عليها الأفريقان. قادت هذه الصراعات إلى اندلاع حرب البوير الأولى. كانت هذه التوترات مرتبطة بشكل رئيس بتخفيف القيود التجارية بين المستعمرات المختلفة بالإضافة إلى بناء السكك الحديدية.

## الخلفية الاجتماعية والثقافية
في وقت بدايات صناعة الألماس، كانت جنوب إفريقيا بكاملها تعاني من كساد اقتصادي. كانت تربية النعام في بداياتها وشهدت الزراعة تطورًا بسيطًا وحسب. عاش البوير –باستثناء الموجودين في المحيط المباشر لكيب تاون– في ظروف فقيرة. اقتصرت تجارتهم الهامشية مع المستعمرة على السلع المعمرة. ولم يكن المستعمرون البريطانيون أثرياء. لذلك كانت صناعة الألماس جذابة جدًا خاصة للمستعمرين من أصل بريطاني. شكل الألماس أيضًا وسيلة لإثبات أن جنوب إفريقيا –التي تبدو في الظاهر قاحلة وفقيرة– غنية الباطن. يستهلك إطعام خروف 10 فدانات (40000 متر مربع) من الكارو، لكن أصبحت الآن بضعة أمتار مربعة من أرض الألماس الزرقاء كافية لإطعام عشرات العائلات. مع نهاية 1871، تجمع عدد كبير من السكان في حقول الألماس وزادت الهجرة بشكل كبير ما جلب الكثير من الوافدين الجدد. وكان من أوائل الساعين للثراء في حقول الألماس سيسل رودس.

## بداية الحكومة المسؤولة
وضعت مستعمرة كيب تحت إدارة «حكومة مسؤولة» في عام 1872. تبعًا للنظام السياسي السابق، كان وزراء الحكومة في كيب تابعين للحاكم البريطاني المعين لمستعمرة كيب عوضًا عن برلمان كيب المنتخب محليًا. ظهرت حركة شعبية في بداية ستينيات القرن التاسع عشر قادها القائد المحلي جون مولتينو هدفها جعل حكومة البلاد مسؤولة أمام البرلمان والناخبين المحليين، والحصول بالتالي على درجة من الاستقلال عن بريطانيا. طوال معظم ستينيات القرن التاسع عشر، سيطر على كيب صراع سياسي بين الحاكم البريطاني وحركة الحكومة المسؤولة المتنامية. رافق الجمود السياسي ركود اقتصادي وانقسامات إقليمية مريرة بين مقاطعات كيب.
أسس مولتينو أخيرًا في عام 1872 –وبدعم من الحاكم الجديد هنري باركلي– حكومة مسؤولة ما جعل الوزراء مسؤولين أمام البرلمان، وأصبح رئيس وزراء كيب الأول. شهدت السنوات التالية نموًا اقتصاديًا متسارعًا وتوسعًا في البنية التحتية على مستوى الدولة بالإضافة إلى فترة من التكامل الإقليمي والتقدم الاجتماعي. على الرغم من أن الحروب الكونفدرالية ستقاطع هذا الاستقرار الجديد قريبًا، بقيت كيب بإدارة حكومة مسؤولة خلال ما تبقى من تاريخها إلى أن انضمت مقاطعة كيب إلى اتحاد جنوب إفريقيا الجديد في 1910. من النقاط المهمة الواجب ذكرها عن النظام السياسي لكيب إبان حكم الحكومة المسؤولة أنها كانت الدولة الوحيدة في جنوب إفريقيا التي تمتعت بنظام تصويت لاعنصري. لكن في القرن التالي –بعد قانون الاتحاد في 1910 لتشكيل اتحاد جنوب إفريقيا– تآكل حق الاقتراع العام متعدد الأعراق هذا بشكل متزايد إلى أن ألغته أخيرًا حكومة أبارتايد عام 1948.

## المحاولة الفاشلة لتشكيل كونفدرالية
لم تكن فكرة دمج دول جنوب إفريقيا في كونفدرالية أمرًا جديدًا. رفضت السلطات المحلية خطة سابقة طرحها السير جورج غري لإنشاء فيدرالية تضم كل المستعمرات في جنوب إفريقيا في عام 1858 باعتبارها غير قابلة للتطبيق. لاحقًا، وضع إيرل الرابع لكارنارفون –وزير خارجية المستعمرات– الذي نجح سابقًا في توحيد كندا ضمن فيدرالية، خطة جديدة لفرض نفس نظام الكونفدرالية على دول جنوب إفريقيا (المختلفة بشدة). كانت جنوب إفريقيا، التي اعتُبرت بالغة الأهمية لأمن الإمبراطورية، تحت سيطرة بريطانيا الجزئية آنذاك. وكانت دول بوير والإفريقية السوداء غير مستعمرة بينما حصلت مستعمرة كيب لتوها على درجة من الاستقلال.
اعتُبرت الكونفدرالية بين الدول المختلفة تحت الحكم البريطاني أفضل طريقة لتأسيس سيطرة بريطانية شاملة بأقل ما يمكن من سفك الدماء وإنهاء استقلالية الدول المستقلة المتبقية. لكن فرض الفيدرالية على جنوب إفريقيا كان محكومًا بالفشل وأدى إلى الاستياء في كل المنطقة (بلغ ذروته بشكل كارثي في الحروب الإنجليزية الزولوية وحرب بوير الأولى وصراعات أخرى).

### رد مستعمرة كيب
لم يُثر مشروع الكونفدرالية الحماس محليًا. شكك السياسيون البارزون في كيب بمدى ملاءمة نموذج الكونفدرالية لجنوب إفريقيا رغم اعترافهم بنجاحه في كندا. وانتقدوا توقيت المخطط  المؤسف إذ جاء في وقت كانت فيه الدول المختلفة لجنوب إفريقيا غير مستقرة وغاضبة بعد النوبة الأخيرة من التوسع الإمبريالي البريطاني. حذر رئيس وزراء كيب جون مولتينو من فرض كونفدرالية غير متوازنة إذ سيؤدي هذا الإجراء إلى الاستياء وعدم الاستقرار. ونصح باتحاد جنوب إفريقيا الكامل باعتباره خيارًا أنسب وذلك في وقت لاحق حين يصبح هذا الخيار مجديًا اقتصاديًا وبعد تلاشي التوترات.
استُبدل الحكم البريطاني المباشر في مستعمرة كيب بحكومة مسؤولة، واستاء برلمان كيب المنتخب حديثًا في كيب تاون تحت حكومة مولتينو–ميريام الليبرالية من الطريقة المستبدة التي قدم بها اللورد كارنارفون مقترحاته من بعيد دون فهم الشؤون المحلية. وشك أن كارنارفون يناور لتعزيز السيطرة البريطانية على دول المنطقة وسحب استقلال كيب وإثارة حرب مع الزعماء الكوسيين المجاورين. طرحت حكومة مولتينو قلقها الإضافي –والذي نقله سير هنري باركلي إلى لندن– من أن أي فيدرالية مع جمهوريات بوير غير الليبرالية ستعرض حقوق مواطني كيب السود  وامتيازاتهم للخطر. إن كان سيحصل أي نوع من الاتحاد، فيجب أن تُطبق لاعنصرية كيب في جمهوريات بوير ولا يمكن المساومة على ذلك. صدر قرار في برلمان كيب يوم 11 يونيو 1875 تضمن أن أي مخطط لصالح كونفيدرالية يجب أن يكون مصدره محليًا من قبل دول جنوب إفريقيا، لا أن يكون مفروضًا من لندن.
رد اللورد كارنارفون بإرسال المؤرخ البارز جيمس أنتوني فرود إلى جنوب إفريقيا مع أوامر بدفع الكونفدرالية بتكتم واختبار الرأي العام حيالها وإبلاغ كارنارفون مباشرة بكافة المعلومات.  لكن عامة الشعب في جنوب إفريقيا رأوا فيه ممثلًا للحكومة البريطانية وضمنت الشكوك المحلية بأجندته عدم نجاح رحلته. وفشل بشكل كامل في جعل جنوب إفريقيا تتبنى نظام اللورد كارنارفون الكونفدرالي.